# Concurso Literário Foed Castro Chamma
Concurso Literário Foed Castro Chamma é um concurso literário com o reconhecimento e apoio da Secretaria de Cultura (Patrimônio Histórico e Legado Étnico de Irati, Paraná, União Brasileira de Trovadores - Seção de Irati, Centro Cultural Clube do Comércio e Grêmio Haicai Chão dos Pinheirais), e desde 2012 é promovido pela Academia de Letras, Artes e Ciências do Centro-Sul do Paraná (ALACS) em comemoração aos 10 anos de fundação da entidade, em honra e memória do poeta iratiense Foed Castro Chamma. Laureado poeta neomodernista. Patrono da cadeira n° 9 da ALACS. Vencedor em 1° lugar de importantes prêmios nacionais dentre os quais se destaca o Bienal Nestlé de Literatura Brasileira (1984) com sua obra prima Pedra da Transmutação a qual recebeu notáveis críticas e análises de destacados acadêmicos e críticos literários. O concurso já com algumas edições consecutivas, a nível estadual, nacional e internacional, segue até os dias de hoje incentivando poetas, contistas e escritores a perseverarem no mundo das letras e das artes.

## 1ª Edição 2012
A competição literária iratiense aceitou inscrições nas categorias: trova lírica ou filosófica, soneto (decassílabo), haicai, poema livre, crônica e peça teatral, com livre tema para todas as modalidades propostas. As obras premiadas foram publicadas na imprensa de Irati PR.
Classificações: Os três primeiros colocados foram premiados com troféus e todos os seis vencedores, em cada modalidade, receberam certificados, em sessão especial que aconteceu no dia 22 de setembro de 2012, às 15h30, no Centro Cultural Clube do Comércio.

### Estadual
| Estadual                             | TROVAS (tema livre)                                 | SONETOS (tema livre)               | HAICAIS (tema livre) | POEMAS (tema livre)                 | CRÔNICAS (tema livre)                       | PEÇA TEATRAL (tema livre)                                                     |  |
| ------------------------------------ | --------------------------------------------------- | ---------------------------------- | --- | ----------------------------------- | ------------------------------------------- | ----------------------------------------------------------------------------- |  |
| 1º lugar                             | Maria Helena Oliveira Costa (Ponta Grossa – PR)     | Maygon André Molinari (Irati – PR) | Josiane Aparecida Gelinski (Irati – PR) |                                     | Renato Vieira Ostrowski (Campo Magro – PR)  | Maygon André Molinari (Irati – PR) Maygon André Molinari TEXTO 2 (Irati – PR) |  |
| 2º lugar                             | Lucília Alzira Trindade Decarli (Bandeirantes – PR) |                                    | Maria Julia Fauat (Irati – PR) |                                     | Renato Vieira Ostrowski (Campo Magro – PR)  | Talita Baldin (Irati – PR)                                                    |  |
| 3º lugar                             | Lucília Alzira Trindade Decarli (Bandeirantes – PR) |                                    | Vera Lucia Alessi (Irati – PR) |                                     |                                             | Maygon André Molinari (Irati – PR)                                            |  |
| 4º lugar                             | Maria Helena Oliveira Costa (Ponta Grossa – PR)     |                                    | Jesuelson B. Neves (Irati – PR) |                                     | Ingrid Aparecida Ditzel Felchak (Ivaí – PR) |                                                                               |  |
| 5º lugar                             | Maria Helena Oliveira Costa (Ponta Grossa – PR)     |                                    | Larissa dos Santos F. (Irati – PR) |                                     |                                             |                                                                               |  |
| 6º lugar                             |                                                     |                                    | Enisionete Padilha (Irati – PR) |                                     |                                             |                                                                               |  |
| Menção Honrosa (em ordem alfabética) | Lucília Alzira Trindade Decarli (Bandeirantes – PR) |                                    | Eduarda Vieira (Irati – PR) Isis Eduarda Tomal Pereira (Irati – PR) Jessica Kochinski (Irati – PR) Laisla Marcela de Oliveira (Irati – PR) Leonardo Chasco (Irati – PR) | Renato Ostrowski (Campo Magro – PR) | Ingrid Aparecida Ditzel Felchak (Ivaí – PR) | Edson Santos Silva (Irati – PR)                                               |  |

### Nacional
| Nacional                             | TROVAS (tema livre) | SONETOS (tema livre)                            | HAICAIS (tema livre)               | POEMAS (tema livre) | CRÔNICAS (tema livre)                                                               | PEÇA TEATRAL (tema livre)          |  |
| ------------------------------------ | --- | ----------------------------------------------- | ---------------------------------- | --- | ----------------------------------------------------------------------------------- | ---------------------------------- |  |
| 1º lugar                             | | Cris Dakinis (São Pedro da Aldeia – RJ)         |                                    | Rogerio Luz (Rio de Janeiro – RJ) |                                                                                     |                                    |  |
| 2º lugar                             | | Reginaldo Costa Albuquerque (Campo Grande – MS) |                                    | Hernany Luiz Tafuri Ferreira Júnior (Juiz de Fora – MG)                                                                                              |                                                                                     |                                    |  |
| 3º lugar                             | | Cris Dakinis (São Pedro da Aldeia – RJ)         |                                    | Adriano Apocalypse de Almeida Cirino (Belo Horizonte – MG) Tatiana Alves Soares Caldas (Rio de Janeiro – RJ) Cris Dakinis (São Pedro da Aldeia – RJ) | Tatiana Alves Soares Caldas (Rio de Janeiro – RJ)                                   |                                    |  |
| 4º lugar                             | Jessé Nascimento (Angra dos Reis – RJ)                                                                                     |                                                 |                                    | Rogerio Luz (Rio de Janeiro – RJ) |                                                                                     |                                    |  |
| 5º lugar                             | Maria Helena Oliveira Costa (Ponta Grossa – PR)                                                                            |                                                 | Larissa dos Santos F. (Irati – PR) | Geraldo Trombin (Americana – SP) |                                                                                     |                                    |  |
| 6º lugar                             | |                                                 |                                    | Rogerio Luz (Rio de Janeiro – RJ) |                                                                                     |                                    |  |
| Menção Honrosa (em ordem alfabética) | Amélia Marcionila Raposo da Luz (Pirapetinga – MG) Geraldo Trombin (Americana – SP) Jessé Nascimento (Angra dos Reis – RJ) |                                                 |                                    | Maria Apparecida S. Coquemala (Itararé – SP) | José Antonio de Sousa Neto (Belém – PA) Marlene da Silva Leal (Rio de Janeiro – RJ) | Pedro Franco (Rio de Janeiro – RJ) |  |

## 2ª Edição 2015
A competição literária iratiense aceitou inscrições nas categorias: trova lírica ou filosófica, soneto (decassílabo), haicai, poema livre, crônica, peça teatral, conto e reportagem, com livre tema para todas as modalidades propostas. As obras premiadas foram publicadas na imprensa de Irati PR. A premiação foi realizada dia 15 de agosto de 2015 na sede da AMCESPAR.
Classificações:

### Trova
| Trova                                | Estadual Adulto                              | Nacional Adulto |  |
| ------------------------------------ | -------------------------------------------- | --- |  |
| 1º lugar                             |                                              | Marina Gomes de Souza Valente - Bragança Paulista/SP Milton Souza - Porto Alegre/RS |  |
| 2º lugar                             |                                              | Milton Souza - Porto Alegre/RS Maria Nelsi Sales Dias - Santos/SP |  |
| 3º lugar                             |                                              | Arlindo Tadeu Hagen - Juiz de Fora/MG |  |
| 4º lugar                             |                                              | Marli Bardeiro Palma - São Vicente/SP |  |
| 5º lugar                             | Sonia Maria Ditzel Martelo - Ponta Grossa/PR | Carolina Ramos - Santos /SP |  |
| 6º lugar                             |                                              | Antonio Colavite Filho - Santos/SP Carlos Henrique da Silva Alves - Senhor do Bonfim/BA |  |
| Menção Honrosa (em ordem alfabética) |                                              | Dulcídio de Barros Moreira Sobrinho - Juiz de Fora /MG Eliana Ruiz Jimenez - Camboriú /SC Fabiano de Cristo Magalhães Wanderley - Natal/RN Marina Gomes de Souza Valente - Bragança Paulista/SP Roberto Tchepelentyky - São Paulo/SP |  |

### Soneto
| Soneto   | Estadual Adulto                          | Nacional Adulto                                      |  |
| -------- | ---------------------------------------- | ---------------------------------------------------- |  |
| 1º lugar |                                          | Geraldo Trombin - Americana/SP                       |  |
| 2º lugar |                                          | Marina Gomes de Souza Valente - Bragança Paulista/SP |  |
| 3º lugar |                                          | Carlos Alberto de Assis Cavalcanti - Arcoverde/PE    |  |
| 4º lugar | Lucas Ramos Faria - São Mateus do Sul/PR |                                                      |  |
| 5º lugar |                                          | Francisco Bandeira Lima Junior - Caucaia/CE          |  |

### Haicai
| Haicai   | Estadual Infanto-juvenil                                             | Nacional Infanto-juvenil                                          | Estadual Adulto / infanto-juvenil | Nacional Adulto / Infanto-juvenil        |  |
| -------- | -------------------------------------------------------------------- | ----------------------------------------------------------------- | --------------------------------- | ---------------------------------------- |  |
| 1º lugar | Luana Fernanda Ferreira - Irati/PR                                   | Tereza Delong - Irati/PR                                          |                                   |                                          |  |
| 2º lugar | Diego Felipe Lucavei - Irati/PR                                      |                                                                   | Marilene Budel - Irati/PR         |                                          |  |
| 3º lugar | Ulisses José Gonçalves - Irati /PR                                   | Leonardo Augusto Bora - Irati/PR                                  | Leonardo Augusto Bora - Irati/PR  |                                          |  |
| 4º lugar | Bruna Mazur de Matos - Irati PR André Ricardo Rogério - Arapongas/PR |                                                                   |                                   | Valter Rodrigues Mota - Taubaté/SP       |  |
| 5º lugar |                                                                      |                                                                   |                                   | Laerte Silvio Tavares – Florianópolis/SC |  |
| 6º lugar |                                                                      | Tereza Delong - Irati /PR Tereza Delong - Irati /PR (outro texto) |                                   |                                          |  |

### Poema
| Poema    | Estadual Infanto-juvenil                                                                         | Nacional Infanto-juvenil                   | Estadual Adulto                         | Nacional Adulto                                                                |  |
| -------- | ------------------------------------------------------------------------------------------------ | ------------------------------------------ | --------------------------------------- | ------------------------------------------------------------------------------ |  |
| 1º lugar | Shirlei Thaís Krupczak - Irati/PR                                                                |                                            | José de Bortoli Filho - Ponta Grossa/PR |                                                                                |  |
| 2º lugar | Nicolau Taborda - Irati/PR Larissa S. N. Polli - Irati/PR                                        |                                            |                                         | Nana Abud - Pelotas/RS                                                         |  |
| 3º lugar | DanieIi Gavlaki- Irati/PR                                                                        |                                            |                                         | Rogério Luz - Rio de Janeiro/RJ                                                |  |
| 4º lugar | Eduarda Caroline Cordeiro - Irati/PR                                                             |                                            | Sergio Adão Filipak - Telêmaco Borba/PR | Terezinha Tavares - Nova Friburgo/RJ                                           |  |
| 5º lugar | Juliano Cesar Amulinari Cardoso - Irati/PR                                                       | Sibelita Pinheiro - Maringá/PR             |                                         | André Telucazu Kondo - Jundiaí/SP Eliana Ruiz Jimenez - Balneário Camboriú/ SC |  |
| 6º lugar | Leonilda Yvonnete Spina - Londrina/ PR Rúbia Bolde - Irati/PR Vinicius Nathan Von Dick- Irati/PR | Emerson Mario Destefani - Indianópolis /PR |                                         | Lucia Helena de Lemos Sertã - Nova Friburgo/RJ                                 |  |

### Crônica
| Crônica  | Estadual Infanto-juvenil            | Nacional Infanto-juvenil | Estadual Adulto                                     | Nacional Adulto                            |  |
| -------- | ----------------------------------- | ------------------------ | --------------------------------------------------- | ------------------------------------------ |  |
| 1º lugar | Juan Alvaro M. Oliveira - Irati/PR  |                          |                                                     | André Telucazu Kondo - Jundiaí/SP          |  |
| 2º lugar | Suzana Sitorvski Batista - Irati/PR |                          | Ingrid Aparecida Ditzel Felchak - Ivaí/PR           | Marlene da Silva Leal - Rio de Janeiro/RJ  |  |
| 3º lugar |                                     |                          | Orlando Luiz Azevedo - Irati/PR                     |                                            |  |
| 4º lugar |                                     |                          | Elizabeth Krinski Beraldo - Irati/PR                | Ruth Farah Nacif Lutterback - Cantagalo/RJ |  |
| 5º lugar |                                     |                          | Leandro Ditzel - Irati/PR Marilene Budel - Irati/PR |                                            |  |

### Peça teatral
| Peça teatral | Estadual Adulto                            | Nacional Adulto |  |
| ------------ | ------------------------------------------ | --------------- |  |
| 1º lugar     | Maygon André Molinari - Irati/PR (texto 1) |                 |  |
| 2º lugar     | Maygon André Molinari - Irati/PR (texto 2) |                 |  |
| 3º lugar     | Maygon André Molinari- Irati/PR (texto 3)  |                 |  |

### Conto
| Conto    | Estadual Adulto                             | Nacional Adulto                                |  |
| -------- | ------------------------------------------- | ---------------------------------------------- |  |
| 1º lugar | Leonardo Augusto Bora - Irati/PR (texto 1)  |                                                |  |
| 2º lugar | Leonardo Augusto Bora - Irati/PR (texto 2)  |                                                |  |
| 3º lugar | Leonardo Augusto Bora - Irati/PR (texto 3)  |                                                |  |
| 4º lugar |                                             | André Telucazu Kondo - Jundiaí/SP              |  |
| 5º lugar | Maygon André Molinari - Irati/PR (texto 1)  | Luiz Fernando Abreu Araújo - Rio de Janeiro/RJ |  |
| 6º lugar | Maygon André Molinari - Irati/ PR (texto 2) |                                                |  |

### Reportagem
| Reportagem | Adulto                       |  |
| ---------- | ---------------------------- |  |
| 1º lugar   | Haroldo José Andrade Mathias |  |

## 3ª Edição 2020
A competição literária iratiense aceitou inscrições nas modalidades: Haicai com o tema KIGO: ORVALHO. Para as categorias: infantil, infanto-juvenil e adulto). Trova com o tema: AURORA ou cognato (lírica ou filosófica). Soneto somente na categoria adulto. Poema Livre, Crônica, Conto e Microconto nas categorias infanto-juvenil e adulto. Houve classificações em níveis estadual, nacional e internacional. Os certificados aos classificados foram entregues no dia 15 de agosto de 2020, no Centro Cultural Clube do Comércio.
Classificações:

### Haicai
| Haicai                               | Estadual                                 | Nacional                                     | Internacional                               |  |
| ------------------------------------ | ---------------------------------------- | -------------------------------------------- | ------------------------------------------- |  |
| 1º lugar                             | Josnéia Aparecida Marcondes – Irati / PR | Antonio Seixas – Magé / RJ                   | Edweine Loureiro da Silva – Saitama / Japão |  |
| 2º lugar                             | Luiz Vieira – Irati / PR                 | Elias Pescador – São Paulo / SP              |                                             |  |
| 3º lugar                             | Silvia Maria Svereda – Irati / PR        |                                              |                                             |  |
| 4º lugar                             | Lucrécia Welter Ribeiro – Toledo / PR    | Renata Paccola – São Paulo / SP              |                                             |  |
| 5º lugar                             |                                          | Iara Clarice Sabino – Guaramirim / SC        |                                             |  |
| 6º lugar                             |                                          | Tauã Lima Verdan Rangel – Mimoso do Sul / ES |                                             |  |
| Menção Honrosa (em ordem alfabética) |                                          |                                              |                                             |  |

### Trova
| Trova                                | Estadual Novato                                                    | Estadual Veterano                                                                                   | Nacional Novato | Nacional Veterano | Internacional Veterano                            |  |
| ------------------------------------ | ------------------------------------------------------------------ | --------------------------------------------------------------------------------------------------- | --- | --- | ------------------------------------------------- |  |
| 1º lugar                             | Ana Welter – Toledo / PR Maria Luísa Bontorin Dipp – Curitiba / PR | Lucília Alzira Trindade Decarli – Bandeirantes / PR Maria Helena Oliveira Costa – Ponta Grossa / PR | Paulo Cezar Tórtora – Rio de Janeiro / RJ | Josafá Sobreira da Silva – Rio de Janeiro / RJ | Olivia Alvarez Miguez Barroso – Parede / Portugal |  |
| 2º lugar                             | Albano Bracht – Toledo / PR                                        | Caterina Balsano Gaioski – Irati / PR                                                               | Paulo Cezar Tórtora – Rio de Janeiro / RJ | Domitilla Borges Beltrame – São Paulo / SP | Antonio José Barradas Barroso – Parede / Portugal |  |
| 3º lugar                             | Dionezine de Fátima Navarro – Ponta Grossa / PR                    | Lucrecia Welter Ribeiro – Toledo / PR                                                               | Massilon Silva – Aracaju / SE | Mara Melinni – Caicó / RN | Edweine Loureiro da Silva – Saitama / Japão       |  |
| 4º lugar                             |                                                                    | Leonilda Yvonneti Spina – Londrina / PR                                                             | Rachel Santo Antonio – São Gonçalo / RJ Henrique Eduardo Alves Pereira – Ocara / CE                                                                 | Mara Melinni – Caicó / RN Cezar Augusto Defilippo – Astolfo Dutra / MG                                                                                    |                                                   |  |
| 5º lugar                             |                                                                    | Leonilda Yvonneti Spina – Londrina / PR                                                             | Fabiano Fechine Torres Clemente – Natal / RN | Antônio Francisco Pereira – Belo Horizonte / MG |                                                   |  |
| Menção Honrosa (em ordem alfabética) |                                                                    | | Artemiza Maria Correia da Silva – Ocara / CE Massilon Silva - Aracaju / SE Regina Rinaldi – Pariquera-Açu / SP Rosana Montero Cappi – Campinas / SP | Cezar Augusto Defilippo – Astolfo Dutra / MG Claudia Bergamini – Rio Branco / AC Débora Novaes de Castro – São Paulo / SP Renata Paccola – São Paulo / SP |                                                   |  |

### Soneto
| Soneto                               | Estadual                                        | Nacional |  |
| ------------------------------------ | ----------------------------------------------- | --- |  |
| 1º lugar                             | Maria Helena Oliveira Costa – Ponta Grossa / PR | Plácido Ferreira do Amaral Júnior – Caicó / RN |  |
| 2º lugar                             |                                                 | Edy Soares – Vila Velha / ES Maria Madalena Ferreira – Magé / RJ |  |
| 3º lugar                             |                                                 | Francisco Gabriel – Natal / RN |  |
| 4º lugar                             |                                                 | Jerson Lima de Brito – Porto Velho / RO |  |
| 5º lugar                             |                                                 | Messias da Rocha – Juiz de Fora / MG Paulo Cezar Tórtora – Rio de Janeiro / RJ |  |
| Menção Honrosa (em ordem alfabética) |                                                 | Daniel Fernandes da Silva – Belo Horizonte / MG Josafá Sobreira da Silva – Jacarepaguá / RJ Maurício Cavalheiro – Pindamonhangaba / SP Paulo Mauricio G. Silva – Teresópolis / RJ Professor Garcia – Caicó / RN |  |

### Poema
| Poema                                | Estadual Infanto-juvenil              | Nacional Infanto-juvenil                               | Estadual Adulto | Nacional Adulto | Internacional Adulto                                                                  |  |
| ------------------------------------ | ------------------------------------- | ------------------------------------------------------ | --- | --- | ------------------------------------------------------------------------------------- |  |
| 1º lugar                             | Monique Borges Seixas – Palmeira / PR | Helena Ricardo Rosa – Taubaté / SP                     | Maria Eunice Silva de Lacerda – Toledo / PR | Sérgio Ricardo Guimarães da Fonseca – Rio de Janeiro / RJ | Eduardo Chaves Laurent – Lisboa / Portugal                                            |  |
| 2º lugar                             |                                       | José Leite da Silva – Florianópolis / SC               | Maria Helena Oliveira Costa – Ponta Grossa / PR | Francisco Gabriel – Natal / RN Therezinha Tavares – Nova Friburgo / RJ | Helder Paraná do Coutto – Estoril / Portugal Isabel Furini – Buenos Aires / Argentina |  |
| 3º lugar                             |                                       | Maria Eduarda Baron – Guabiruba / SC                   | José Bruno Martins Leão – Xambrê / PR Mônica da Silva Costa – Jacarezinho / PR | Adriano Salvi – Balneário Camboriú / SC Paulo Roberto de Oliveira Caruso – Niterói / RJ | Alberto Arecchi – Pavia / Itália                                                      |  |
| 4º lugar                             |                                       | Gabriela Zimmer de Paula Freitas – Rio de Janeiro / RJ | Célia Terezinha Neves Vieira – Irati / PR Edson Santos Silva – Irati / PR | Flavio de Azevedo Levy – Campinas / SP Tauã Lima Verdan Rangel – Mimoso do Sul / ES |                                                                                       |  |
| Menção Honrosa (em ordem alfabética) |                                       |                                                        | Albano Bracht – Toledo / PR Luiz Henrique Sormani Barbugiani – Curitiba / PR Madalena Ferrante Pizzatto – Curitiba / PR Rosiane Aparecida Kendzierski – Rio Azul / PR Soeli Tiegs – Curitiba / PR | André Telucazu Kondo - Taubaté / SP Antônio Rosalvo Accioly - Nova Friburgo / RJ Brenda Pessoa Braga – Recife / PE Eliana Ruiz Jimenez – Balneário Camboriú / SC Elias Pescador – São Paulo / SP Geraldo Trombin – Americana / SP Renata Paccola – São Paulo / SP |                                                                                       |  |

### Crônica
| Crônica                              | Estadual Adulto                             | Nacional Adulto |  |
| ------------------------------------ | ------------------------------------------- | --- |  |
| 1º lugar                             | Mario Takao Inoue – Curitiba / PR           | Maurício Cavalheiro – Pindamonhangaba / SP |  |
| 2º lugar                             | Ingrid Aparecida Ditzel Felchak – Ivaí / PR | Bianca Cidreira Cammarota – Aracaju / SE |  |
| 3º lugar                             | Luiz Vieira – Irati / PR                    | Ronaldo Henrique Barbosa Junior – Campos dos Goytacazes / RJ |  |
| 4º lugar                             |                                             | Paulo Cezar Tórtora – Rio de Janeiro / RJ |  |
| 5º lugar                             |                                             | Francisco Gabriel – Natal / RN |  |
| 6º lugar                             |                                             | Elias Pescador – São Paulo / SP |  |
| Menção Honrosa (em ordem alfabética) |                                             | Abilio Kac – Gávea / RJ Francisco Gabriel – Natal / RN Gabriel Fontoura Motta – Porto Alegre / RS Marcelo Augusto Paiva – Votorantim / SP Marcos Antonio Campos – Natal / RN |  |

### Conto
| Conto                                | Nacional Infanto-juvenil             | Estadual Adulto                           | Nacional Adulto |  |
| ------------------------------------ | ------------------------------------ | ----------------------------------------- | --- |  |
| 1º lugar                             | Vitor Lopes Augusti – São Paulo / SP | Fabrício do Prado Dziadzio – Irati / PR   | Paulo Mendes Guerreiro Filho – Porto Alegre / RS |  |
| 2º lugar                             |                                      | Marcos Pereira – Colombo / PR             | Jorge Ribeiro Marques – Rio de Janeiro / RJ |  |
| 3º lugar                             |                                      | Lilia Maria Machado Souza – Curitiba / PR | Ana Caroline de Oliveira – São Carlos / SP |  |
| 4º lugar                             |                                      |                                           | Anderson Almeida Nogueira – Cachoeiras de Macacu / RJ |  |
| 5º lugar                             |                                      |                                           | André Telucazu Kondo – Taubaté / SP |  |
| Menção Honrosa (em ordem alfabética) |                                      |                                           | Flavio de Azevedo Levy – Campinas / SP Francisco Gabriel – Natal / RN Ítalo Moura – Porto Velho / RO Márcia Jaber – Juiz de Fora / MG Vânia Figueiredo – Campinas / SP |  |

### Microconto
| Microconto                           | Estadual                                  | Nacional |  |
| ------------------------------------ | ----------------------------------------- | --- |  |
| 1º lugar                             | Caterina Balsano Gaioski – Irati / PR     | Carlos Carvalho Cavalheiro – Sorocaba / SP Altair Fernandes Carvalho – Pindamonhangaba / SP |  |
| 2º lugar                             | Lucrecia Welter Ribeiro – Toledo / PR     | Solange Firmino de Souza – Rio de Janeiro / RJ |  |
| 3º lugar                             | Célia Terezinha Neves Vieira – Irati / PR | Thiago Henrique Fernandes Coelho – Uberlândia MG |  |
| 4º lugar                             |                                           | Solange Firmino de Souza – Rio de Janeiro / RJ |  |
| 5º lugar                             |                                           | Rodrigo Soares Duhau – Brasília / DF |  |
| 6º lugar                             |                                           | Regina Ruth Rincon Caires – Araçatuba / SP |  |
| Menção Honrosa (em ordem alfabética) |                                           | Alex Alexandre da Rosa – Jundiaí / SP Carlos Carvalho Cavalheiro – Sorocaba / SP Denivaldo Piaia – Campinas / SP Dora Oliveira – Ipatinga / MG Olinda da Silveira – Atibaia / SP Professor Garcia – Caicó / RN Regina Ruth Rincon Caires – Araçatuba / SP Zé Salvador – São Gonçalo / RJ |  |